# Screeno
Screeno (ang. screen – ekran + bingo) – odmiana bingo popularna w amerykańskich kinach w czasach wielkiego kryzysu. Była jednym ze sposobów, w jaki właściciele kin próbowali przyciągnąć publiczność na mało popularne seanse w tygodniu.
Zasady screeno podobne były do zasad bingo. Widz kinowy kupował za niewielką kwotę lub otrzymywał za darmo (karty dawano gratis jako dodatek do biletu kinowego raz w tygodniu, w czasie tzw. Bank nights). Następnie, w przerwie między dwoma prezentowanymi danego wieczoru filmami na ekranie wyświetlano kolejne wygrywające numery, które też ogłaszał ze sceny pracownik kina. Widzowie zaznaczali na swoich kartach te liczby, poprzez dziurkowanie kuponu otrzymaną od obsługi wykałaczką. Pierwszy gracz, któremu udało się uformować wzór z zaznaczonych numerów, wygrywał. W screeno można było wygrać nagrodę pieniężną.
Gra była niezwykle popularna (zimą 1936-1937 proponowano tę rozrywkę w ok. 1000 kin i zapewniła przetrwanie wielu zagrożonym bankructwem kinom), z czasem jednak została w niektórych stanach uznana za nielegalną grę hazardową – w kwietniu 1938 roku screeno zostało uznane za nielegalne w Filadelfii, a we wrześniu tego samego roku w Nowym Jorku (w kinie Jewell Theather aresztowano wtedy ok. 600 graczy). Z powodu kłopotów z prawem gra w  screeno z czasem zanikła.